# Gyroscala commutata
Gyroscala commutata (nomeada, em inglês, lamellose wentletrap, perplexed wentletrap ou banded wentletrap; cientificamente denominada Epitonium commutatum ou Epitonium lamellosum, durante o século XX, e Gyroscala lamellosaː um homônimo secundário, substituído antes de 1900; também com seu nome genérico usado como subgênero, no passadoː Epitonium (Gyroscala) lamellosum) é uma espécie de molusco gastrópode marinho da família Epitoniidae, na ordem Caenogastropoda. Foi classificada por Tommaso di Maria Allery Monterosato, em 1877, e descrita originalmente como Scalaria commutata, no texto "Notizie sulle conchiglie della rada di Civitavecchia"; publicado em Annali del Museo civico di Genova 9 (1876-1877); páginas 407-428. Devido à sua ampla distribuição geográfica esta espécie recebeu diversas denominações científicas.

## Descrição da concha e hábitos
Gyroscala commutata possui concha com espiral turriforme com até 8 voltas, de superfície lisa e de coloração castanha, por vezes mais escura na sutura (junção entre as voltas), até branca, revestida por costelas espirais espaçadas e brancas, com protoconcha também branca; atingindo até os 4 centímetros de comprimento e sem canal sifonal em sua abertura. Seu lábio externo é arredondado, com sua columela sem pregas e fechado por um opérculo córneo.

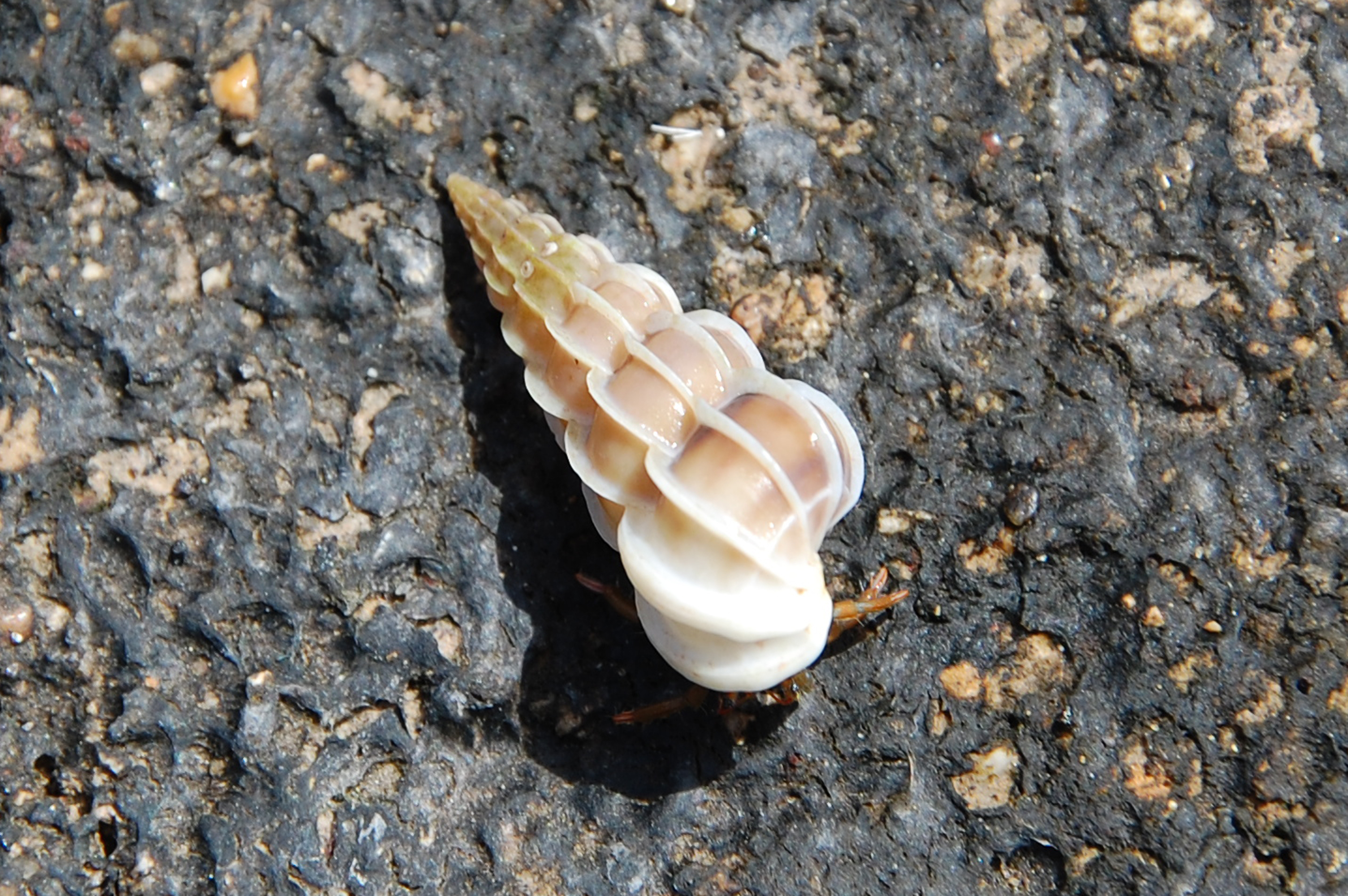
Vista superior da concha de G. commutata.

Esta espécie é encontrada na zona entremarés e zona nerítica, em bancos de ervas marinhas, recifes de coral, lagoas de atóis e pântanos estuarinos lodosos, particularmente em habitats bentônicos com corais, rochas e areia, até os 60 metros de profundidade. Os animais da família Epitoniidae são predadores de Cnidaria.

## Distribuição geográfica
Esta espécie está distribuída nas áreas de clima tropical, clima subtropical e clima polar, dos três oceanos, com exceção do Pacífico leste, incluindoː
- Oceano Atlânticoː África Ocidental, Açores, Angola, Aruba, Bélgica, Belize[8], Brasil[12], Bonaire, Cabo Verde, Colômbia, Costa Rica, costa sudoeste da Apúlia (Itália), Cuba, Curaçao, Gabão, Grécia, golfo do México, Ilhas Cayman, Ilha de San Andrés, Ilha de São Domingos, Jamaica, Macaronésia, mar do Caribe, mar Mediterrâneo, norte da Europa, Panamá, Pequenas Antilhas, Porto Rico[8], Portugal[13], Venezuela.
- Oceano Índicoː África do Sul (Port Alfred), bacia das Mascarenhas, Madagáscar, mar Vermelho, Moçambique, Reunião.
- Oceano Pacíficoː Havaí, Nova Zelândia.[8]

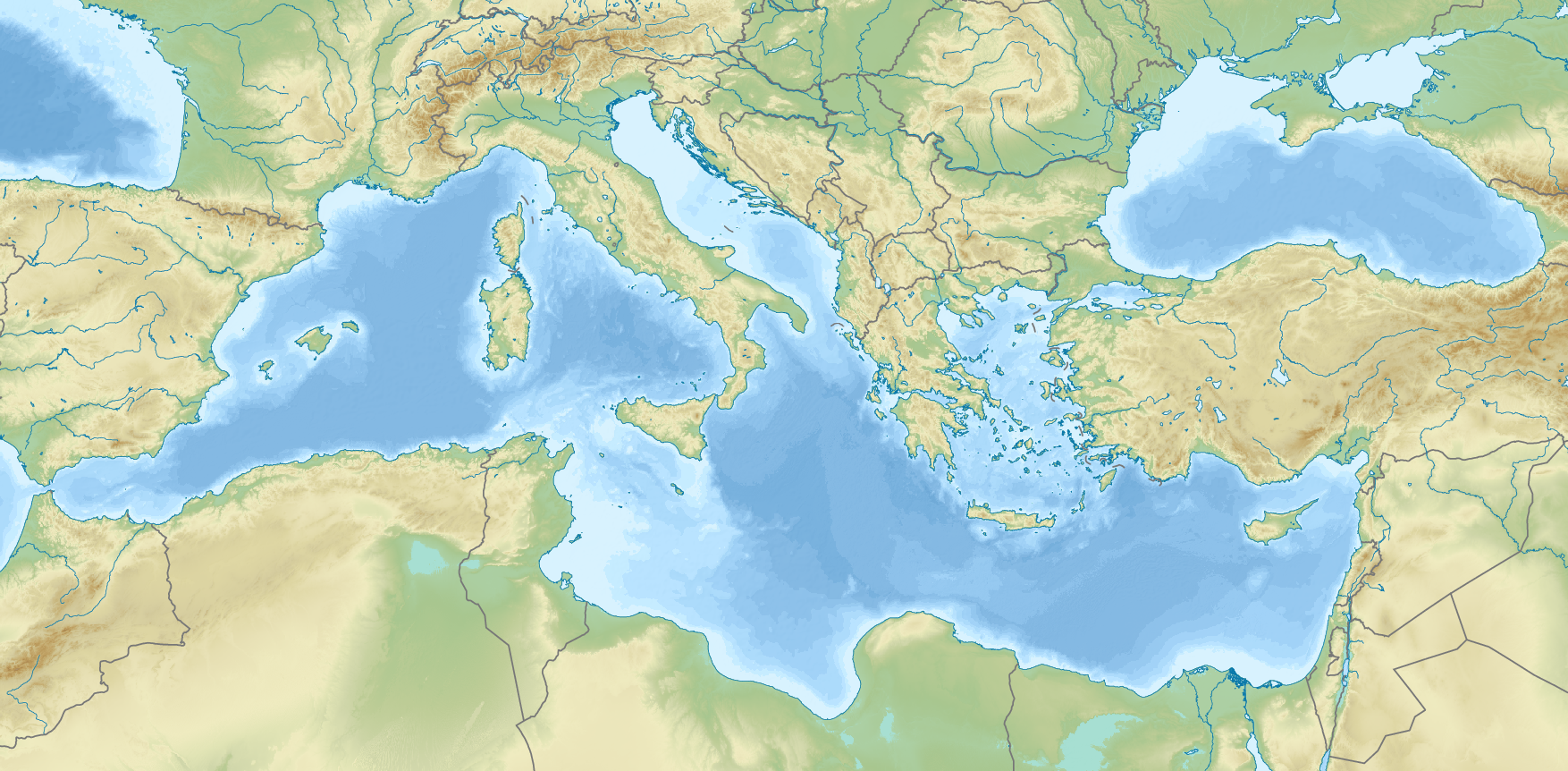
O mar Mediterrâneo é um dos habitats da espécie G. commutata.